# خط‌کش محاسبه بایگریو

یک خط‌کش محاسبهٔ بایگریو

خط‌کش محاسبه بایْگِرِیْوْ (انگلیسی: Bygrave slide rule) خط‌کش محاسبه‌ای است که به افتخار مخترعش، کاپیتان لئونارد چارلز بایگرو، عضو نیروی هوایی سلطنتی بریتانیا نام‌گذاری شده‌است. این خط‌کش در ناوبری فلکی، به ویژی در خلبانی استفاده می‌شد.
این خط‌کش را بایگرو در سال ۱۹۲۰ ابداع کرد و تا میانهٔ دههٔ ۱۹۳۰ تولید می‌شود. این خط‌کش «مثلث فلکی» را با سرعت بالا و دقت تقریباً یک دقیقه محاسبه می‌کرد. این خط‌کش از روش جان نپر برای محاسبهٔ مثلث‌های کروی با زاویهٔ راست بهره می‌برد و شامل دو لولهٔ هم‌محور با درجه‌های مارپیچ بود و لوله‌ای دیگر در بیرون نشانگر را تکان می‌داد.
آلمانی‌های در جنگ جهانی دوم نمونه‌هایی شبیه به خط‌کش بایگریو تولید کردند.